# Palaeorhiza angusta
Palaeorhiza angusta là một loài Hymenoptera trong họ Colletidae. Loài này được Hirashima mô tả khoa học năm 1975.